# Lijst van voetbalinterlands Liberia - Papoea-Nieuw-Guinea
Deze lijst van voetbalinterlands is een overzicht van alle officiële voetbalinterlands tussen de nationale teams van Liberia en Papoea-Nieuw-Guinea. De landen hebben tot op heden een keer tegen elkaar gespeeld. Dat was een vriendschappelijke wedstrijd op 25 augustus 1984 in Kuala Lumpur (Maleisië).

## Wedstrijden
| № | Plaats       | Datum            | Competitie        | Wedstrijd                     | Uitslag |
| - | ------------ | ---------------- | ----------------- | ----------------------------- | ------- |
| 1 | Kuala Lumpur | 25 augustus 1984 | Vriendschappelijk | Papoea-Nieuw-Guinea − Liberia | 2 − 1   |

## Samenvatting
| Competitie        | Totaal gespeeld | Winst Liberia | Gelijk | Winst Pap.-Nw-Guin. | Doelsaldo Liberia – Pap.-Nw-Guin. |
| ----------------- | --------------- | ------------- | ------ | ------------------- | --------------------------------- |
| Vriendschappelijk | 1               | 0             | 0      | 1                   | 1 − 2                             |
| Totaal            | 1               | 0             | 0      | 1                   | 1 − 2                             |

LFA · Liberiaans vrouwenelftal
Interlands
Tegenstander:
Algerije ·
Angola ·
Benin ·
Botswana ·
Burkina Faso ·
Burundi ·
Centraal-Afrikaanse Republiek ·
Colombia ·
Congo-Brazzaville ·
Congo-Kinshasa ·
Djibouti ·
Egypte ·
Equatoriaal-Guinea ·
Ethiopië ·
Gabon ·
Gambia ·
Ghana ·
Guinee ·
Guinee-Bissau ·
Indonesië ·
Irak ·
Ivoorkust ·
Kaapverdië ·
Kameroen ·
Kenia ·
Lesotho ·
Libië ·
Madagaskar ·
Malawi ·
Maleisië ·
Mali ·
Marokko ·
Mauritanië ·
Mauritius ·
Mexico ·
Namibië ·
Niger ·
Nigeria ·
Oeganda ·
Oman ·
Papoea-Nieuw-Guinea ·
Rwanda ·
Sao Tomé en Principe ·
Senegal ·
Sierra Leone ·
Soedan ·
Tanzania ·
Thailand ·
Togo ·
Tsjaad ·
Tunesië ·
Zambia ·
Zimbabwe ·
Zuid-Afrika
PNGFA · 
A-internationals · 
Vrouwenelftal van Papoea-Nieuw-Guinea
1969 – 1979 · 
1980 – 1989 · 
1990 – 1999 · 
2000 – 2009 · 
2010 – 2019 ·
2020 − 2029
Amerikaans-Samoa ·
Australië ·
Centraal-Afrikaanse Republiek ·
China ·
Cookeilanden ·
Fiji ·
Filipijnen ·
Indonesië ·
Iran ·
Liberia ·
Maleisië ·
Nieuw-Caledonië ·
Nieuw-Zeeland ·
Salomonseilanden ·
Samoa ·
Singapore ·
Sri Lanka ·
Tahiti ·
Thailand ·
Tonga ·
Vanuatu